# توم برلنسون
توم برلنسون (بالإنجليزية: Tom Burlinson)‏ هو مغني وممثل أسترالي، ولد في 14 فبراير 1956 بتورونتو في كندا.

## وصلات خارجية
- توم برلنسون على موقع IMDb (الإنجليزية)
- توم برلنسون على موقع ألو سيني (الفرنسية)
- توم برلنسون على موقع ميوزك برينز (الإنجليزية)
- توم برلنسون على موقع أول موفي (الإنجليزية)
- توم برلنسون على موقع قاعدة بيانات الأفلام السويدية (السويدية)
- توم برلنسون على موقع إن إن دي بي (الإنجليزية)
- توم برلنسون على موقع ديسكوغز (الإنجليزية)
- توم برلنسون على موقع قاعدة بيانات الفيلم (الإنجليزية)
- توم برلنسون على موقع كينوبويسك (الروسية)